# Dezful
Dezful (em persa: دزفول, pronunciado [dɛzˈfuːl], dialeto Dezfuli: Desfil, pronunciado [desˈfiːl]) também romanizado como Dezfūl e Dezfool; também conhecido como Dīzfūl e Ab I Diz é uma cidade e capital do condado de Dezful, província do Cuzistão, no Irã. No censo de 2011, sua população era de 420.000 pessoas, divididas em 105.000 famílias. Em 2006, a cidade tinha 228.507 habitantes.
Dezful está localizada a 721 quilômetros da capital nacional (Teerã) e a 155 quilômetros da capital provincial (Ahvaz). A cidade está localizada a 300 quilômetros do Golfo Pérsico e está a uma altitude de 143 metros.[carece de fontes?]
A cidade está localizada no sopé da Cordilheira de Zagros e tem uma história que remonta à era sassânida. A área ao redor de Dezful foi o lar de civilizações por 5.000 anos.
Localizada em uma área com uma história que remonta à civilização antiga, a cidade abriga uma ponte que remonta a 300 dC.

## Etimologia
O nome Dezful foi derivado de duas palavras diz (fortaleza) + pul (ponte), que em combinação podem significar 'a ponte para a fortaleza' ou 'ponte fortificada'. O nome original da cidade era Dezhpul, mas após a conquista muçulmana da Pérsia, a cidade foi renomeada para Dezful, já que a língua árabe não possui os sons 'p' e 'zh'.[carece de fontes?]

## História
Dezful é uma das cidades mais antigas da província do Cuzistão. De acordo com as escavações de Walther Hinz, Awan (capital do primeiro império Elam) estava localizada em Dezful. A ponte foi construída durante o reinado de Shapur I, que usou prisioneiros de guerra romanos após a Batalha de Edessa para construir a ponte.

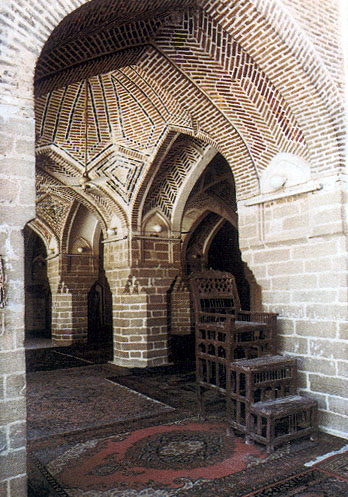
Mesquita Dezful Jaime

## Pessoas
O povo de Dezful, conhecido como Dezfuli, Dezfoolians ou Dezfulians, fala Dezfuli - um dialeto distinto de Dezful - e Shushtari, que às vezes é considerado o mais arcaico dos dialetos persas.

## Geografia
Dezful fica perto do sopé das Cordilheiras de Zagros na principal rodovia norte-sul de Teerã para Ahvaz, a capital da província de Cuzistão. A principal linha ferroviária de Teerã ao Golfo Pérsico é de 15 km de Dezful, no lado oposto do Rio Dez.[carece de fontes?]

## Clima
Dezful tem um clima semiárido quente (classificação climática de Köppen BSh) com verões extremamente quentes e invernos amenos. A precipitação é maior do que na maior parte do sul do Irã, mas é quase exclusivamente confinada ao período de novembro a abril, embora às vezes possa exceder 250mm por mês ou 600mm por ano.